# Życie na topie 1983–1988
Życie na topie 1983–1988 – kompilacyjny album grupy Azyl P., wydany w 2005 roku nakładem Universal Music Polska.

## Lista utworów
1. „Już lecą” (muz. Andrzej Siewierski – sł. Jacek Perkowski) – 3:34
2. „Nocne zjawy” (muz. Andrzej Siewierski – sł. Jacek Perkowski) – 3:38
3. „Marzenie żółwia (Ucieczka z więzienia)” (muz. i sł. Andrzej Siewierski) – 3:01
4. „Nasz jedyny świat” (muz. Andrzej Siewierski – sł. Jacek Perkowski) – 3:37
5. „Kara śmierci” (muz. Andrzej Siewierski – sł. Leszek Żelichowski) – 4:17
6. „Już nie mogę” (muz. i sł. Andrzej Siewierski) – 2:24
7. „Nic więcej mi nie trzeba” (muz. Andrzej Siewierski – sł. Jacek Perkowski) – 3:17
8. „I znowu koncert” (muz. i sł. Andrzej Siewierski) – 3:28
9. „Tysiąc planet” (muz. Jacek Perkowski, Andrzej Siewierski – sł. Grzegorz Kuczyński, Robert Tomaszewski) – 4:50
10. „Och Lila” (muz. Andrzej Siewierski – sł. Grzegorz Kuczyński) – 3:18
11. „Praca i dom” (muz. Andrzej Siewierski – sł. Jacek Perkowski) – 3:26
12. „Daj mi swój znak” (muz. Andrzej Siewierski, Jacek Perkowski – sł. Andrzej Siewierski, Grzegorz Kuczyński) – 4:24
13. „Zwiędłe kwiaty” (muz. i sł. Andrzej Siewierski) – 4:20
14. „Mała Maggie” (muz. i sł. Andrzej Siewierski) – 2:23
15. „Twoje życie” (muz. Azyl P. – sł. Andrzej Siewierski) – 5:39
16. „Och Alleluja!” (muz. i sł. Andrzej Siewierski) – 3:39
17. „Rock 'N' Roll Biznes” (muz. i sł. Andrzej Siewierski) – 3:22

## Twórcy
- Andrzej Siewierski – śpiew, gitary
- Jacek Perkowski – gitary, śpiew
- Dariusz Grudzień – gitara basowa, śpiew
- Marcin Grochowalski – perkusja, śpiew

gościnnie
- Jarosław Przybylski – piano w „Zwiędłe kwiaty”